# Château de la Mothe (Mérinchal)
Pour les articles homonymes, voir Château de la Mothe.

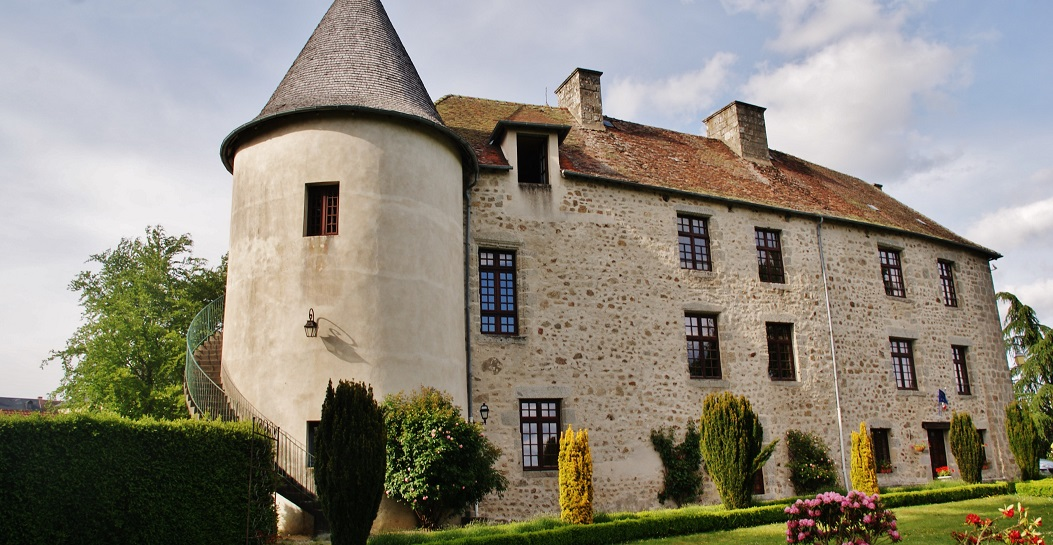
Arrière du château (mairie de Mérinchal) en 2015

Le château de la Mothe est situé dans le bourg de Mérinchal, dans le département de la Creuse, région Nouvelle-Aquitaine, en France.

## Historique
Le château de la Mothe a été construit au XIIe siècle par les seigneurs de Mérinchal. C'était à l'époque un vrai logis féodal, avec douves (fossé entourant la demeure).
Une tour d’angle pentagonale avec escalier à vis fut ajoutée au XVe siècle. 
Dans les années 1960 et 1970, il accueillit une école ménagère et l'école maternelle de la commune.
Le château de La Mothe a à présent plusieurs usages: mairie, salle d'exposition (l'été) et gites dans les étages.

## Architecture
Le bâtiment est formé « en L ». Une tour d'escalier à vis fait la jonction entre ses deux ailes. La porte d'entrée de cette tour arbore le blason de Mérinchal gravé dans le granit. Ce blason est en réalité celui de la famille Le Loup, qui fut propriétaire d'une partie des terres de Mérinchal et du château de Beauvais. 
Un tour d'angle joint le deux ailes également sur la façade « arrière » (sud-ouest).
Des renforts  viennent compléter les extrémités du bâtiment.
Il est entouré d'un petit parc arboré d'environ 450 m².

## Autres informations
Le parc du château abrite une aire de camping de douze emplacements (avec raccordement électrique), face à la chaîne des Puys.
Parmi les sites notables situés entre 10 min et une heure de transport de Mérinchal, on trouve le parc à thème Vulcania, le puy de Lemptégy, la cité d'Aubusson (tapisseries), le puy de Dôme, le lac de Vassivière, le barrage des Fades, l'étang des Landes, les ruines de la Tour de Sermur, de nombreux châteaux et musées creusois, etc.